# 上海市南汇第四中学
上海市南汇第四中学是2008年成立的一所初级中学，在浦东新区惠南镇有东南北三个校区。南校区地址为浦东新区惠南镇沿河泾南路18号，占地面积21亩，北校区地址为浦东新区惠南镇拱优路199号，东校区在建。因教育效果良好，被当地惠南镇居民誉为“家门口的好学校”。
上海市南汇第四中学至2020年，有教师103名，其中中学高级教师19名；区级以上学科带头人及骨干教师12名；中共党员44名，学校师资力量教强，且高中录取率较高。
上海市南汇第四中学的前身为旧上海市南汇第二中学，上海市南汇第二中学移去新地址后，原南汇二中副校长王顺昌选择留下建立了上海市南汇第四中学，一开始仅有3位老师。较多学生未来会进入类似南汇中学或上海交通大学附属中学浦东实验高中之类水平的高中学习。
该校因其2017届毕业生中考成绩优异而在次年被评为浦东新区A类初级中学。